# Puente de Buda
El puente de Buda (en francés: Pont de Buda; en neerlandés: Budabrug) es un puente móvil de elevación vertical que cruza el canal de navegación de Bruselas (canal Willebroek). Fue inaugurado en 1955 y sustituyó a un puente de 1934, destruido durante la Segunda Guerra Mundial. La estructura tiene 43 m de altura y permite alzar la calzada hasta una altura de 33 m con el fin de facilitar el tránsito a las embarcaciones que navegan por el canal.
El nombre del puente proviene de una antigua granja de la zona denominada así en honor a la victoria que el ejército austriaco obtuvo sobre el ejército otomano en la ciudad de Buda, la actual parte oeste de la ciudad de Budapest.

## Galería de imágenes

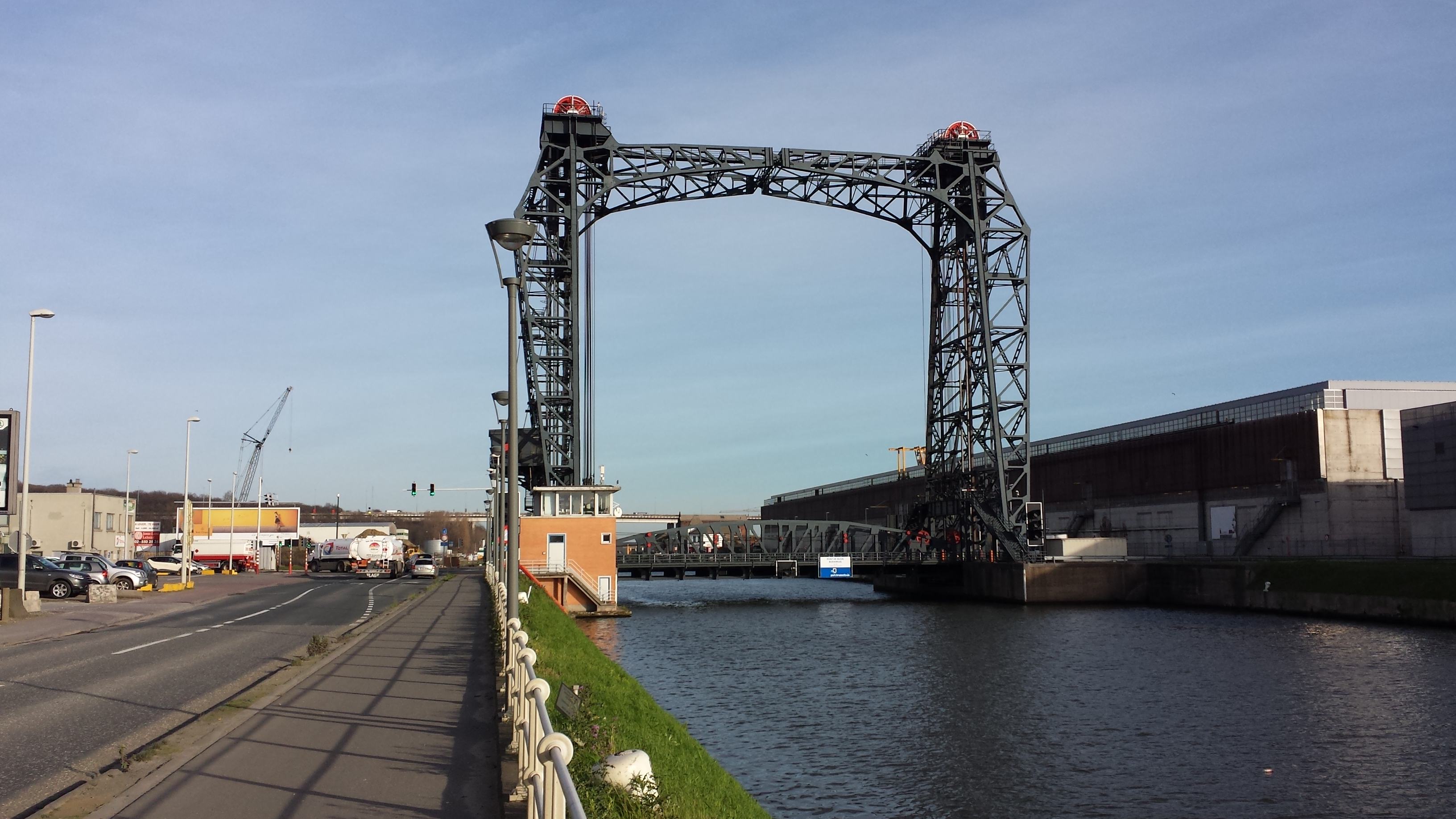
Vista general del puente con la calzada bajada.
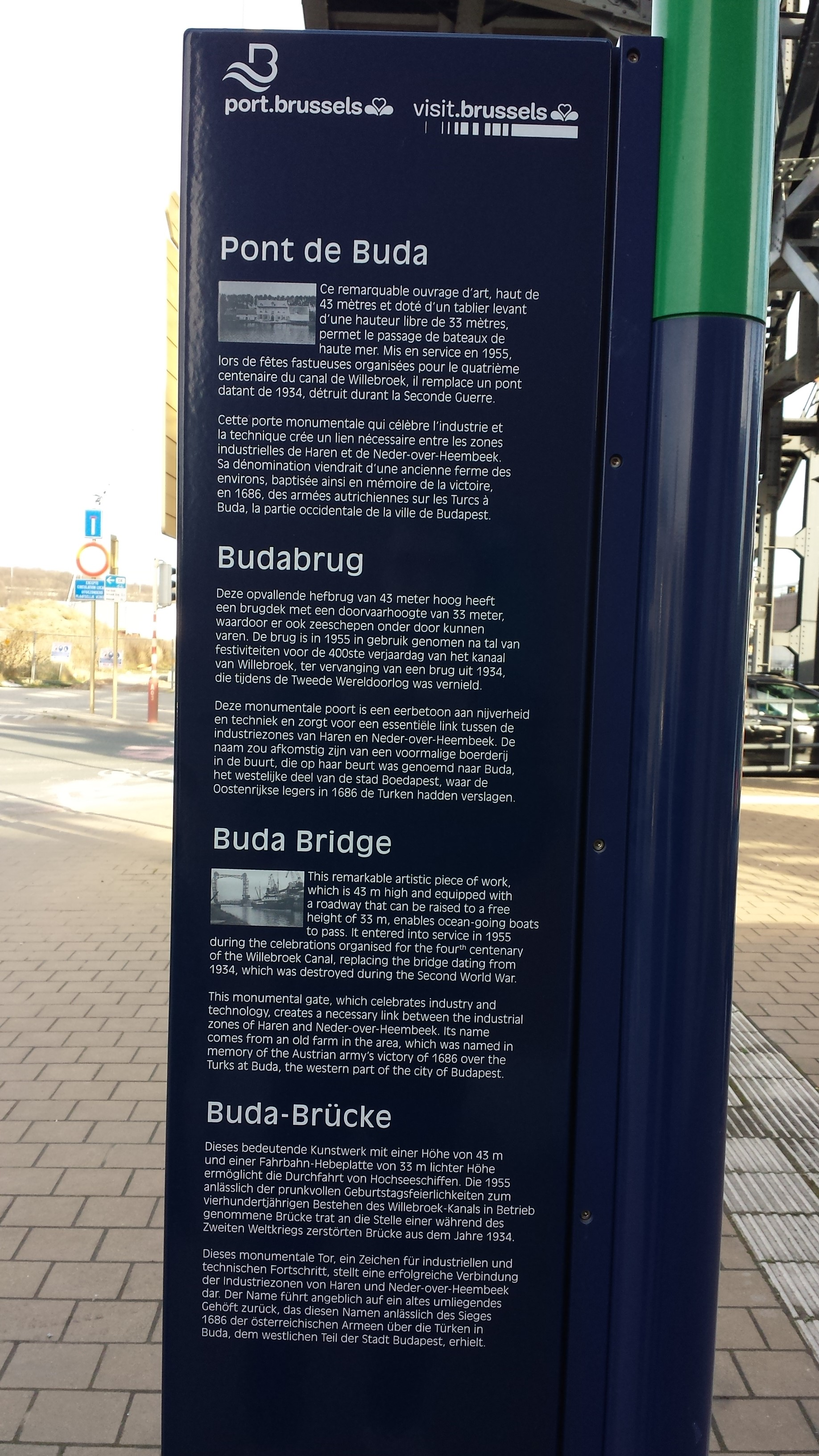
Panel explicativo.
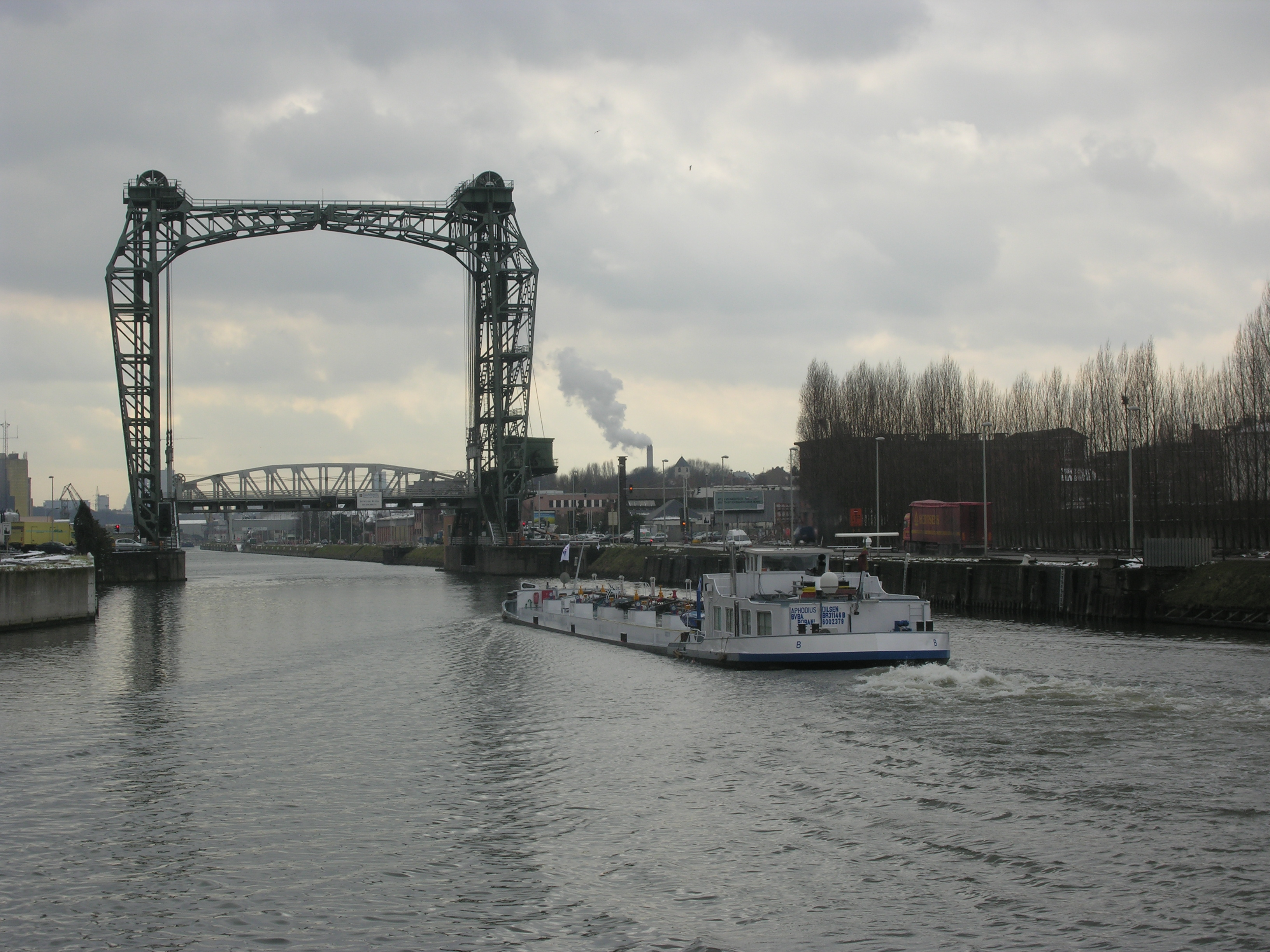
Vista general del puente con la calzada alzada
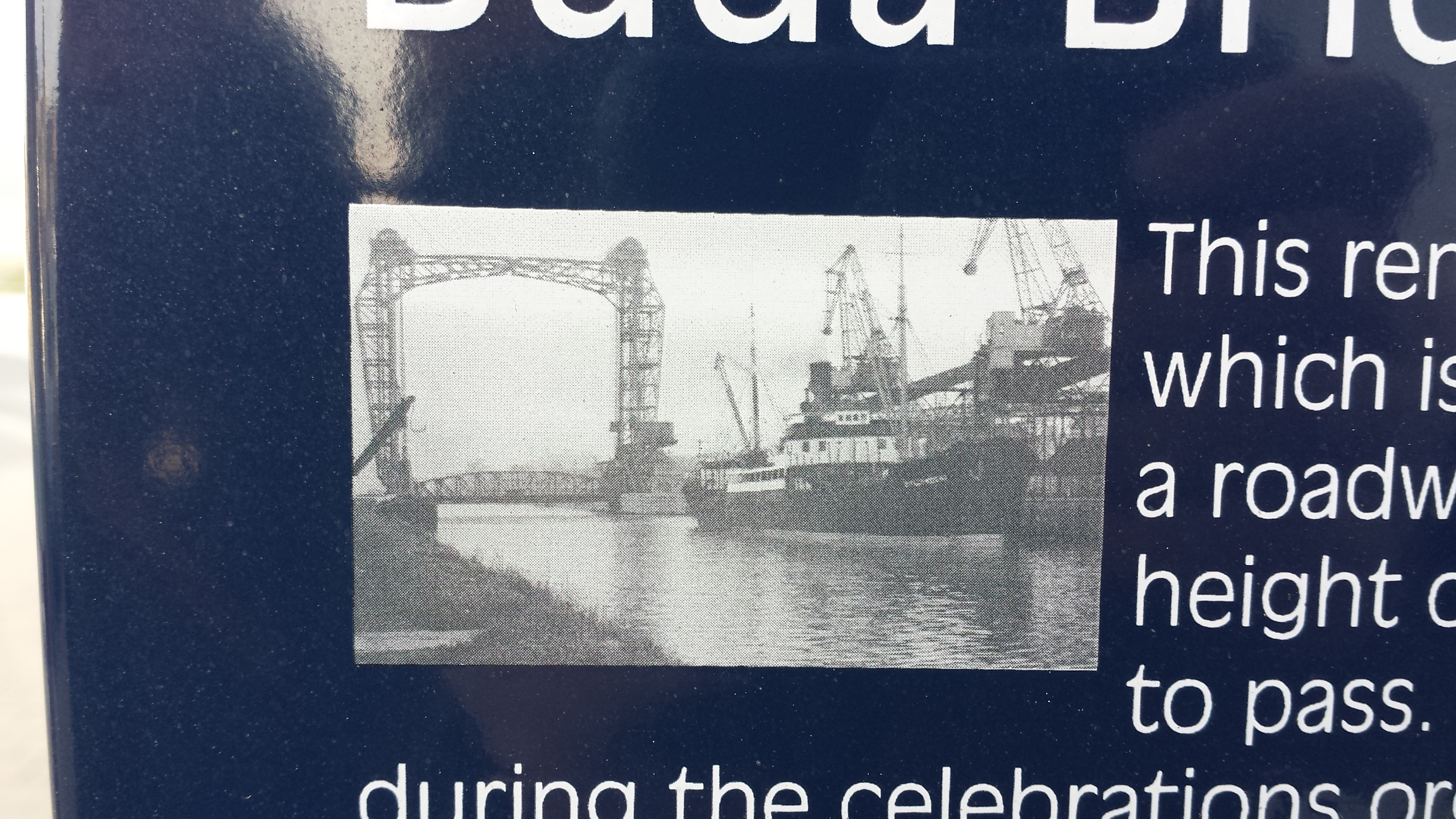
Panel explicativo, detalle de foto antigua.
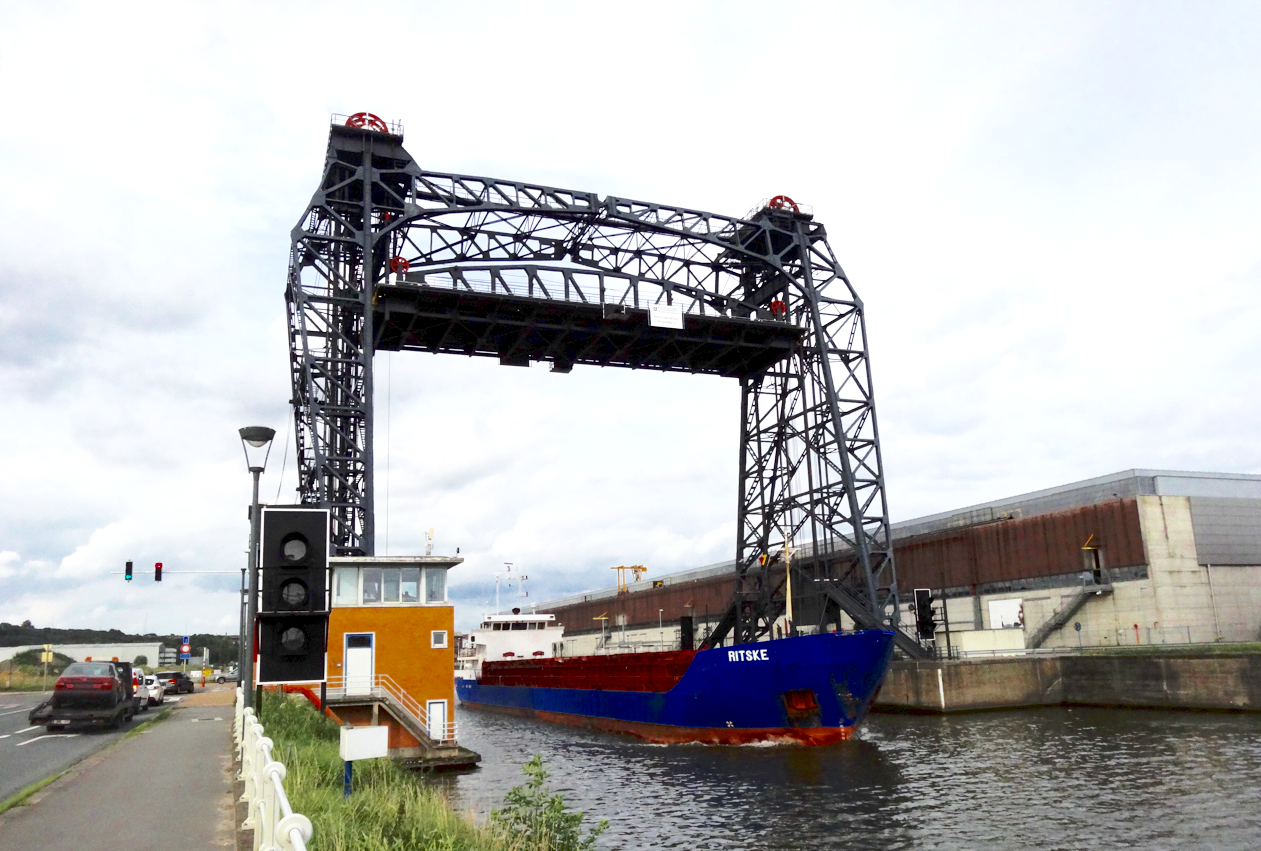
Vista del puente con la calzada alzada

- Datos: Q966388
- Multimedia: Buda Bridge / Q966388